# Stadion im. Atatürka w Rize
Stadion im. Atatürka w Rize (tur. Rize Atatürk Stadyumu) – nieistniejący już wielofunkcyjny stadion w Rize, w Turcji. 

## Historia
Został otwarty w 1952 roku i mógł pomieścić 10 500 widzów. Swoje spotkania rozgrywała na nim drużyna Çaykur Rizespor, która w 2009 roku przeniosła się na nowo powstały Yeni Rize Şehir Stadı. W 2013 roku stadion rozebrano, by zrobić miejsce pod planowane centrum handlowe.